# 异囊碘泡虫
异囊碘泡虫（学名：Myxobolus heterocapsularis）为碘泡科碘泡虫属的动物。在中国，分布于广东、湖北等，营寄生生活，寄生在前肠、后肠、肾（乌鳢、斑鳢）。